# Ocuilteco
Ocuiltec (Ocuilteco, ogranak Matlatzinca Indijanaca šire skupine otomian, velika poodica otomang. Oni i njihov jezik poznati su i kao Atzinteco, Ocuiltec, Ocuilteco, Tlahuica, Tlahura i Atzingo Matlatzinca. Brojno stanje iznosi 642 (1990 census), ali svega 75 osoba (1993 SIL) govori materinskim jezikom.
Glavno su im središte San Juan Atzingo u državi Mexico, i Santa Lucía del Progreso, općina Ocuilan.

## Vanjske poveznice
- Matlatzincas and Ocuiltecos  Arhivirana inačica izvorne stranice od 6. studenoga 2004. (Wayback Machine)